# Ballinamore
Ballinamore (en irlandès Béal an Átha Móir o "boca del gran gual") és una vila de la República d'Irlanda, al Comtat de Leitrim. Es troba a 10 kilòmetres de la frontera amb Irlanda del Nord i és travessat pel canal que uneix el riu Shannon amb el riu Erne.

## Transport
L'estació de ferrocarril de Ballinamore va obrir el 24 d'octubre de 1887, però fou clausurada l'1 d'abril de 1959. Formà part del ferrocarril de via estreta de Cavan i Leitrim i era el centre de la línia, amb un dipòsit de locomotores i obres. Era el punt o la línia de Dromod cap a Mohill i Ballinamore a Belturbet enllaçava a Kiltubrid, Drumshanbo i Arigna.

## Història
La història de la vila es pot traçar al llarg dels segles gràcies als testimonis de comerciants i pelegrins, La primera menció fou sota la colonització de Leitrim el 1621 quan el senyoriu de Ballinamore amb 2,4 kilòmetres quadrats de terra arable fou entregat a Sir Fenton Parsons. En el segle xviii s'hi establiren colons del comtat de Down que hi havien estat desposseïts de llurs terres, i s'hi establiren com ferrers, calderers, grangers i artesans. Entre 1695 i 1750 hi hagué una pròspera manufactura de ferro.

## Personatges il·lustres
- John Joe McGirl, membre de l'IRA i diputat.